# Midsland
Midsland (Midslands: Meslôns, Fries: Midslân) is een dorp op het waddeneiland Terschelling, provincie Friesland (Nederland). Zoals de naam al aangeeft ligt het ongeveer in het midden van het bewoonde deel van het eiland. Midsland telde 1.275 inwoners op 1 januari 2023.

## Geschiedenis
Midsland dat halverwege de middeleeuwen de rol van Seerijp alias Striep had overgenomen was sindsdien het bestuurscentrum van het gehele waddeneiland Terschelling. Op 29 december 1612 passeerde de Acte van Scheiding, waarbij Terschelling werd opgesplitst in twee verschillende gemeenten: West-Terschelling en Oost-Terschelling. Midsland fungeerde vanaf dat jaar verder als bestuurscentrum van Oost-Terschelling. Een drost bestuurde vanuit het Drosthuis het oostelijke deel van het eiland. Pas na de Franse bezetting veranderde dit. Terschelling werd weer een gemeente, maar het bestuurscentrum werd verplaatst naar West-Terschelling.

## Economie
Van oorsprong is Midsland een boerendorp. Veehouderij was de voornaamste bron van inkomen. Inmiddels is er geen enkele veehouder over, en is toerisme de voornaamste inkomensbron. Het dorp heeft verschillende voorzieningen voor de toerist, waaronder een hotel, pensions, kroegen, een discotheek, restaurants en eethuisjes, en diverse campings en zomerhuisterreinen. Verder is er in Midsland een basisschool, een middelbare school (mavo/vmbo), een sportveldencomplex, een helihaven (voor vervoer van patiënten), een supermarkt, een benzinepomp en het plaatselijke kantoor van de Stichting Oerol, die op Terschelling het jaarlijkse Oerol Festival organiseert.

## Landschap
Er liggen vooral weilanden om Midsland heen. De laagten ten zuiden en ten noorden van het dorp zijn overblijfselen van oude slenkenpatronen uit de tijd dat Terschelling nog niet bedijkt was. Ten noorden van Midsland liggen de zomerhuis-nederzettingen Midsland-Noord en Midsland aan Zee. Het dorp Striep behoort formeel tot het dorpsgebied van Midsland. Je kunt vanuit Midsland het licht van de Brandaris zien.

## Cultuur
Midsland is een van de dorpen op Oost-Terschelling waar op 6 december jaarlijks Sunderum wordt gevierd. Midsland heeft een eigen dorpsbestuur, de buren van Midsland. Deze buren, de volwassen mannelijke inwoners van het dorp, vergaderen op de derde vrijdag van het nieuwe jaar tijdens het burebier, om de problemen van het dorp op te lossen. In Midsland geldt de burenplicht, de verplichting zorg voor de mede-inwoners te dragen. Die zorg houdt mede in het organiseren van de begrafenis van overleden dorpsgenoten. Op 25 juni wordt in Midsland jaarlijks het SintJansfeest gehouden, een draverij met ongezadelde paarden in de dorpsstraat, de Oosterburen. In de zomer treedt er een volksdansvereniging in oude klederdracht op. In maart wordt jaarlijks het Open Terschelling Dartstoernooi gespeeld.

## Sport
- SC Terschelling, voetbalvereniging

## Dialecten
In tegenstelling tot andere delen op Terschelling worden in Midsland en in de omgeving geen Friese dialecten gesproken, maar een Hollands dialect, het Midslands of Meslânzers. Het dialect is vergelijkbaar met het Stadsfries.

## Trivia
- Rederij Doeksen heeft tot tweemaal toe een veerboot naar dit dorp vernoemd: de MS Midsland.